# Bernhard Rudolf Abeken
Bernhard Rudolf Abeken (ur. 1 grudnia 1780 w Osnabrücku, zm. 24 lutego 1866) – filolog niemiecki.
Był profesorem w Rudolstadt i rektorem gimnazjum w Osnabrück, nauczycielem synów Schillera. Jego synami byli Wilhelm Ludwig i Hermann.
Napisał m.in.: Beiträge zum Studium der Götlichen Komedie Alighieri’s (Berlin 1818); Cicero in seinen Briefen (Hannower 1835); Goethe in den Jahren 1771–75 (2 wyd. Hannower 1865).